# Privacidad de las celebridades
La privacidad de las celebridades se refiere al derecho de las celebridades y figuras públicas, en gran parte artistas, atletas o políticos, a retener la información que pueden no estar dispuestos a revelar al público. Esto a menudo puede referirse específicamente a información personal que incluye direcciones, relaciones familiares, relaciones románticas, entre otros datos que pueden usarse para identificar al individuo. A diferencia de la privacidad del público en general, la prensa y los fanáticos suelen cuestionar la 'privacidad de los famosos'. paparazzi Se sabe que los``acechan'' y ``persiguen'' a las celebridades y hacen uso comercial de sus datos privados mientras que los fanáticos que se sabe irrumpieron en las casas de las celebridades para 'acechar', 'secuestrar' o incluso 'asesinarlos'.
Para proteger la privacidad de las celebridades, algunos gobiernos nacionales y estatales establecen leyes de privacidad particularmente para proteger a las celebridades. El impacto legal de estas leyes de privacidad de celebridades ha sido indeterminado actualmente, ya que el freno a la intrusión de privacidad de celebridades a menudo contrarresta el principio legal de "prensa libre" en muchos países.

## Debate
Los académicos han debatido cuánto o qué tipo de privacidad pueden y deben esperar las celebridades y sus amigos o familiares. Los argumentos comúnmente planteados se centran en temas como la idea de la privacidad de las celebridades como publicidad controlada, la intrusión de los paparazzi o los fanáticos, y qué tipos de privacidad deben otorgar y esperar los hijos de las celebridades.

## Privacidad de las celebridades como publicidad controlada
Para mantener una alta exposición pública y mostrar imágenes profesionales positivas, las celebridades y sus equipos a menudo administran o controlan intencionalmente cómo se presentan sus vidas privadas al público. Según el abogado Jamie Nordhaus, "los límites de privacidad y publicidad para las celebridades pueden volverse borrosos, ya que la mayoría siempre son observados por fanáticos, paparazzi y otros acosadores potenciales". Se ha sugerido que las celebridades "permanecen conscientes de mantener una personalidad pública cuando están en el ojo público en lugar de una persona en privado" y "negocian con la prensa para publicar fotos de la vida privada puestas en escena". Jens Hoffman ha argumentado que, 'los intentos de celebridades de sacrificar su privacidad por publicidad pueden resultar en una pérdida de protecciones legales, ya que las celebridades que afirman que una invasión de la privacidad por parte de la prensa podría verse como la utilización de medios para lograr o mantener fama'. El último argumento se utilizó en una decisión judicial en un video sexual robado que presentaba a la actriz estadounidense Pamela Anderson Lee y su entonces novio Bret Michaels. Lee había demandado a Internet Entertainment Group (IEG) y Paramount por transmitir una historia en 1998, que contenía extractos de la cinta, sin embargo, el tribunal la consideró como voluntariamente sacrificando su privacidad para publicitarse. El Académico Seong Hong ha declarado que, según la decisión del tribunal, el derecho de privacidad de Lee no estaba protegido debido a su identidad de celebridad.

## Intrusión de paparazzi y fanáticos

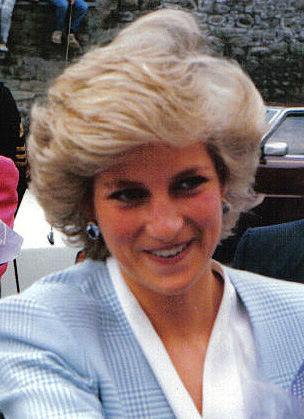
Princesa Diana

### Paparazzi
El término "paparazzi" se utiliza para definir a los fotógrafos independientes que toman fotografías exclusivas de celebridades y las venden a la prensa con fines financieros. Las técnicas utilizadas por los paparazzi incluyen el acoso de las celebridades y sus hijos, tomarles fotos con o sin consentimiento y perseguir los autos de las celebridades. Algunos consideran que estas técnicas causan turbulencias en la vida de las celebridades y quienes las acompañan y que algunas técnicas agresivas pueden provocar lesiones o la muerte de la celebridad. La muerte de Diana, princesa de Gales, ha sido citada como un ejemplo de los riesgos de las técnicas de paparazzi. Además, la académica Elizabeth Hindman afirma que la venta de contenido exagerado sin contexto para desnacionalizar momentos particulares ha disminuido la credibilidad en la industria de las noticias.
Según la investigación de Ray Murray, algunos paparazzi "trazarán una línea ética" al cumplir con reglas específicas y en una serie de entrevistas con paparazzi, la mayoría de los participantes afirmó que no violarían la ley, y algunos atestiguan que no tomarían ninguna foto de niños famosos sin su consentimiento. El académico Andrew Mendelson argumenta que los paparazzi son valiosos porque revelan posibles desajustes entre la imagen pública y la realidad de las celebridades que poseen un gran poder en la sociedad contemporánea, lo que legitima la invasión de la privacidad de las celebridades por parte de los paparazzi como una forma de periodismo vigilante. Además, Anne Jerslev y Mette Mendelson han notado que los paparazzi se han integrado en la cultura dominante y sus consumidores distribuyen sus fotografías de manera amplia y rápida.

#### Fans
El "modelo de ruta de entretenimiento dual" sugerido por la académica Kineta Hung muestra que los fanáticos y no fanáticos adoptan diferentes formas de interactuar con sus celebridades favoritas. Para los no fanáticos, generalmente prestan atención a las celebridades y Las noticias publicadas para escapar del aburrimiento. En contraste, Hung teoriza que los fanáticos realizan una inversión emocional mucho mayor para crear un "vínculo" individual con las celebridades, lo que les da placer y una sensación de satisfacción. Según Hung, los fanáticos pueden tratar de acercarse física y mentalmente a sus ídolos asistiendo a conciertos, películas y reuniones de admiradores. En circunstancias extremas, los fanáticos pueden obsesionarse con las celebridades e invadir su privacidad al atacarlas. El académico Jens Hoffman ha argumentado que esto es el resultado de una fijación patológica, ya que los fanáticos que lo exhiben pueden creer que existe una conexión especial entre sus celebridades favoritas y ellos mismos, a pesar de que tal relación no existe en realidad. Una vez insatisfecho, esta fijación puede llevar a los fanáticos a invadir la privacidad de las celebridades por desilusión y resentimiento.
En la cultura surcoreana, un fanático que está demasiado interesado en la vida privada de los ídolos K-POP u otra figura pública se llama "fanático de Sasaeng", que significa "fanático de la vida privada" en inglés. Según un estudio de William Patrick y Samantha Xiang, los fanáticos de Sasaeng son típicamente adolescentes entre 13 y 22 años, y sus comportamientos comunes de acoso incluyen la instalación de cámaras ocultas en la casa de los ídolos, perseguir el automóvil de los ídolos a alta velocidad, y robando cosas personales de la habitación de los ídolos. Los fanáticos de Sasaeng son vistos negativamente en Corea del Sur debido a acciones como envenenar a miembros de un ídolo de K-POP que no les gusta o usar fluidos corporales para escribir cartas al objeto de sus afectos.

## Niños famoso
El interés público en la vida privada de las celebridades ha llevado a los paparazzi a captar detalles específicos y triviales de la vida cotidiana de las celebridades, que incluye la vida de sus hijos. Los fotografías de paparazzi de estos niños se publican con frecuencia en revistas, a veces con amigos o familiares, y a menudo retratan la fama y el estilo de vida de celebridades y niños como de alta calidad y lujo. Estas imágenes pueden ser autorizadas o no autorizadas. Seong Hong afirma que debido a la circulación de fotos de niños famosos, los medios de comunicación llevan al público a establecer una pseudo-relación con niños famosos e imaginarlos como "nuestros hijos". Se ha visto que esta imaginación pública combinada con la presencia potencialmente constante de paparazzi tiene el potencial de amenazar la privacidad de los niños famosos.

#### Efectos positivos y negativos
Según Lidia Maropo y Ana Jorge, los niños famosos generalmente aparecen en periódicos y revistas junto con sus familias: momentos como niños famosos jugando en el parque, haciendo un pícnic con todas las familias o simplemente pasando el rato con sus padres se publican en los medios de comunicación, lo que refleja la importancia de los niños en la familia y aboga por una relación familiar más armoniosa. Al mismo tiempo, las fotos de niños famosos también sugieren una experiencia agradable y una sensación de satisfacción de ser padre. La circulación de imágenes de niños famosos atrae al público a centrarse en la relación familiar y les hace darse cuenta de la felicidad que traen los niños y la responsabilidad de los padres.
La exposición de los niños famosos al público puede resultar en la invasión de sus derechos de privacidad. Por ejemplo, el hijo del aviador. Charles A. Lindbergh, quien se convirtió en una celebridad nacional después de crear registros para volar de los Estados Unidos a Francia en 1927, fue secuestrado y asesinado en 1932. Después de esta tragedia, Jon, el segundo hijo de Lindbergh, fue perseguido continuamente por los autos de paparazzi. Para proteger a Jon, Lindbergh finalmente decidió no plantear apelaciones legales, sino mudarse fuera de los Estados Unidos con su familia. Además, algunas celebridades enviarán fotos de sus hijos a los medios de comunicación para evitar que los paparazzi continúen interrumpiendo sus vidas privadas: las celebridades del cine estadounidense David Arquette y Courteney Cox lanzaron la foto de su hija Coco a la prensa, lo que les impidió siendo perseguido por paparazzi.

#### Protección legal con respecto a la privacidad de los niños

##### Las Naciones Unidas
La Convención de las Naciones Unidas sobre los Derechos del Niño (UNCRC) fue permitida en 1989 ya que los derechos humanos comenzaron a ganar más atención a nivel mundial. Este tratado aborda la cuestión más fundamental entre los niños y los medios de comunicación, como la libertad de expresión, la no discriminación y el respeto. El artículo 16, en particular, establece que los niños tienen derecho a protegerse cuando se encuentran con interferencia ilegal de la privacidad o ataques a la reputación. Todos losla ONU países de, excepto EE. UU. Y Somalia, aprobaron y suscribieron este tratado.

##### Estados Unidos
Seong Hong argumenta que en los Estados Unidos, la privacidad de los niños famosos rara vez ha sido protegida por la ley estadounidense actualmente. La razón principal es que la protección legal de los niños famosos es demasiado estrecha y podría contrarrestar la Primera Enmienda, que enfatiza la "prensa libre" para alentar las voces democráticas. Sin embargo, cuando California se introdujo la Ley Antipaparazzi de, algunas celebridades sugirieron al gobierno estatal que se concentrará más en los niños famosos: la actriz Halle Berry esperaba que la ley pudiera restringir que los paparazzi se acercaran a los niños famosos ya que sus hijos tenían miedo de ir. a la escuela y a los viajes debido al acoso de los paparazzi. Además, el erudito Joshua Azriel sugiere que debería haber una prohibición total de las fotos de niños famosos con castigos más fuertes.

##### Brasil
En Brasil, el Estatuto del Niño y el Adolescente (ECA en acrónimo en portugués) abordó directa e indirectamente la relación entre los niños y los medios de comunicación. ECA otorga los derechos civiles y humanos fundamentales a los niños, incluyendo la libre expresión y el derecho de imagen, idea e identidad, etc. El artículo 18, en particular, enfatiza que todos tienen la responsabilidad de proteger la dignidad de los niños y salvar ellos de cualquier situación violenta o aterradora. Además, el artículo 74-80 proporciona a los niños protección legal a los medios públicos nocivos, como los programas de televisión violentos.

##### Portugal
En Portugal, la Ley de Protección de Niños y Jóvenes en Riesgo (LPCJP en acrónimo en portugués) protege a los niños de los medios de comunicación que traen elementos riesgosos, como la violencia o la inhumanidad. Además, la Ley de delincuentes juveniles prohíbe a los medios identificar a los jóvenes de 12 a 16 años que cometan acciones ilegales.

## Leyes globales de privacidad de celebridades
En octubre de 1997, la Princesa Diana murió de un accidente automovilístico en Francia que se sospecha que fue causado por siete paparazzi . Aunque el juez aclaró más tarde que el conductor ebrio, en lugar de los paparazzi, causó el accidente, el gobierno de California era consciente del peligro que traían los paparazzi y, por lo tanto, estableció rápidamente la primera ley contra los paparazzi.
En 1998, California estableció la "ley de invasión de la privacidad", que prohibía el uso de dispositivos digitales para tomar fotos de celebridades en ocasiones privadas. Sin embargo, este estatuto es criticado por opositores que creen que podría inhibir la libertad de prensa para recopilar noticias. Además, el lenguaje utilizado se consideraba demasiado amplio y vago. Algunos abogados de los medios describieron el estatuto como una "caja de Pandora" que trajo una gran cantidad de problemas graves.
La Primera Enmienda del "estatuto de invasión de la privacidad" fue aprobada en 2005, que regulaba que las ganancias de las fotos tomadas durante los altercados entre celebridades y fotógrafos se perderán. En 2009, otra nueva ley AB 524 declaró que se impondrían multas de hasta $ 50,000 a los primeros editores de las fotos tomadas de una manera que viole el estatuto de privacidad. Esta ley tenía como objetivo detener a los paparazzi que toman fotos privadas de celebridades por razones lucrativas. Sin embargo, los estudiosos Christina Locke y Kara Murrhee afirman que la ley no es efectiva porque los primeros editores de fotos de celebridades generalmente pueden ganar más de un millón de dólares. Además, AB 524 parece contradecirla Corte Suprema nuevamente apor prohibir a la prensa obtener noticias legalmente.
Dado que California notó que las confrontaciones entre celebridades y paparazzi todavía ocurrían e incluso se exacerbaron, en enero de 2010, se aprobó otra ley anti-paparazzi AB 2479 para abordar dos problemas principales: la persecución de automóviles de paparazzi que a menudo conduce a accidentes y sus comportamientos que evitan que las celebridades se muevan libremente. AB 2479 estableció además sanciones financieras y penales para las personas que resultan en conducir imprudentemente debido a la intención de obtener fotos o grabaciones de otras personas con fines comerciales: la multa será de entre $ 145 a $ 1,000, y el término de prisión será de entre 5 -90 días. Si algún niño está dentro del automóvil durante la conducción temeraria, la multa será de hasta $ 5,000 y el término de prisión será de hasta un año. Además, para evitar que los paparazzi abarquen a las celebridades y así evitar que se muevan libremente, la ley considera este comportamiento como un falso encarcelamiento que permite daños adicionales.

##### Debate
Los partidarios de AB 2479 fueron la Ciudad de Los Ángeles, Screen Actors Guild y Paparazzi Reform Initiative. Argumentaron que la serie de comportamientos agresivos de los paparazzi, como estacionar sus autos para bloquear los autos de las celebridades o abarrotar a las celebridades en espacios públicos como aeropuertos y entradas a instalaciones públicas, han interrumpido seriamente la vida privada de las celebridades. Por el contrario, la Asociación de Editores de Periódicos de California (CNPA) se opuso al proyecto de ley, ya que socava la actividad de la prensa de recoger noticias libremente. Además, CNPA argumentó que las sanciones por conducir imprudentemente dirigidas a periodistas son injustas. Según Christina Locke y Kara Murrhee, aunque en comparación con proyectos de ley anteriores, AB 2479 ha realizado cambios significativos en cuanto a los enfoques, el conflicto entre la ley antipaparazzi de California y la Primera Enmienda de la Constitución todavía existe.

#### "Ley Anti-Paparazzi" vs. La Primera Enmienda
Keith Willis afirma que en el sistema legal de los Estados Unidos, existe el conflicto entre el derecho a la privacidad y el derecho a la libre expresión. Muchos proyectos de ley estatales, como la ley anti-paparazzi de California, están destinados a proteger la privacidad de las celebridades, mientras que la Primera Enmienda de la Constitución garantiza la libertad de la prensa para expresar y recopilar información. En la historia, el equilibrio de estas dos fuerzas ha sido incierto: a veces las solicitudes de privacidad de las celebridades superan las libertades de prensa y expresión, mientras que otras veces se da prioridad a la Primera Enmienda sobre las celebridades que dicen ser interrumpidas por prensa abierta.

### Reino Unido
Para evitar que los medios de comunicación interrumpan a la familia real, Gran Bretaña estableció leyes para restringir los informes de prensa antes que muchos otros países. Además, instituciones como el Convenio Europeo de Derechos Humanos y la Comisión de Derecho Británica han presentado propuestas para proteger la privacidad individual.Después de la muerte de la princesa Diana en 1997, la Comisión de Quejas de Prensa, una organización autorregulada de los medios de comunicación británicos, propuso una serie de regulaciones para evitar que ocurran accidentes similares. Las propuestas incluyen prohibir las fotos de paparazzi tomadas a través de la búsqueda continua, ampliar la definición de propiedad privada, fortalecer la protección para los niños famosos y prevenir el acoso colectivo de los medios.

### Francia
Según Jamie Nordhaus, aunque el gobierno francés estableció leyes estrictas para evitar que los paparazzi invadan la privacidad de las celebridades, estas leyes se contrarrestan entre sí y, por lo tanto, no son lo suficientemente eficientes como para proteger a las celebridades y sus hijos. El gobierno prohíbe a los paparazzi publicar cualquier foto que no esté autorizada por los sujetos, pero les permite publicar fotos tomadas en lugares públicos. Además, las altas ganancias resultantes de la publicación de fotos exclusivas de celebridades en Francia superan en gran medida la multa de $ 32,000, lo que alienta a los paparazzi franceses a tomar riesgos.

### Nueva Zelanda
Similar a los Estados Unidos, Seong Hung argumenta que las celebridades y sus hijos en Nueva Zelanda rara vez están protegidos por las leyes de privacidad por ahora. En 2004, el Sr. Hosking, una conocida celebridad de televisión en Nueva Zelanda, demandó a la revista Pacific por tomar y publicar las fotos de sus hijos, pero el Tribunal de Apelaciones falló contra el Sr. Hosking al afirmar que las fotografías no invadir el derecho de privacidad porque fueron tomadas en espacios públicos.

### España
La amenaza a la vida privada debido a la expansión de la tecnología y la fotografía fue notada en 1890 por Warren y Brandies, abogados de Boston. Después de más de un siglo, han aumentado las formas de encontrar información sobre la vida privada de alguien, lo que fácilmente viola el derecho a la privacidad. El gobierno ha impuesto una regulación legal que considera el derecho a la privacidad para revelar información personal de alguien a otros, difundirla a través de las redes sociales, permitir que otros tengan acceso a los datos personales de alguien y permitir que otros difundan y expongan la información.  En el artículo 198 del código de panel español, el gobierno civil ha analizado el nuevo código del derecho a la privacidad como delitos punibles que son tomar papel personal, cartas, mensajes electrónicos, pertenencias o interceptar comunicaciones en el espacio personal de alguien y exponer o difundir información obtenida. El castigo de estos delitos será mayor si quien lo comete es autoridad y funcionario.

## Otras leyes relativas a la privacidad de las celebridades

### Derecho de publicidad

#### Estados Unidos
El derecho de publicidad, también denominado derechos de personalidad, tiene como objetivo controlar y proteger el uso comercial no autorizado de la identidad de las personas, como el nombre, las fotos o semejanza Basado en el derecho a la privacidad, el derecho a la publicidad es relativamente nuevo en los Estados Unidos: se reconoció por primera vez en el caso 1953 Haelan Laboratories v. Topps Chewing Gum de, y luego fue analizado por el Tribunal Supremo en el 1977 Zacchini v de. Scripps-Howard CoRadiodifusión.caso. El derecho de publicidad es significativo porque con el advenimiento de una nueva era de los medios de comunicación donde "todos pueden ser famosos en Internet por 15 minutos", el derecho de publicidad se vuelve cada vez más relevante y una protección vital. Este derecho está estrechamente relacionado con la privacidad de las celebridades porque la mayoría de las veces se usa para proteger a las celebridades de los paparazzi o de las personas que toman los nombres e imágenes de las celebridades para uso comercial. Actualmente, ninguna ley federal en los Estados Unidos protege el derecho de publicidad de las celebridades, sin embargo, estados como California han establecido estatutos y leyes comunes para proteger a sus ciudadanos famosos Keith Willis argumenta que las controversias sobre el derecho de publicidad a menudo ocurren en cuestiones de aprobación de productos de celebridades.

#### Canadá
Según Ellen Whitehorn, el gobierno de Canadá protege el derecho de publicidad, pero el alcance del alcance aún es incierto. Los tribunales protegen la ganancia de las personas del auto-marketing, incluidos el nombre, las imágenes y la personalidad, cuando es violado. Similar a los Estados Unidos, el derecho de publicidad se concentra principalmente en diferentes provincias: por ejemplo, Ontario tiene leyes comunes específicas que evitan que los derechos de personalidad sean violados comercialmente. Sin embargo, si bien el derecho de publicidad en los Estados Unidos se origina en el derecho a la privacidad, el derecho de personalidad en Canadá se deriva de la ley de competencia desleal.

#### Reino Unido
Ellen Whitehorn afirma que el Reino Unido actualmente no tiene un estatuto legal específico para proteger el derecho de publicidad porque, en la historia, el Reino Unido se ha inclinado a ofrecer más protección para la libertad de expresión y, por lo tanto, menos enfoque en celebridad y sus derechos de publicidad. Sin embargo, el gobierno del Reino Unido aún protege el derecho de publicidad a través de otros agravios, como algunos reclamos en la Ley Británica de Derechos Humanos, violación de derechos de autor o uso indebido de información privada.

### Derechos de autor
Los derechos de autor también están estrechamente relacionados con la privacidad de las celebridades. En los Estados Unidos, el Congreso promulga una ley de derechos de autor basada en el Artículo 1 (8) 8 de la Constitución, que sugiere que los autores tienen el derecho exclusivo de su trabajo en un período limitado. El trabajo original protegido por las leyes de derechos de autor incluye la alfabetización, el trabajo artístico, el trabajo musical y el trabajo dramático, etc. Dado que los productores del trabajo original son artistas, músicos o autores que generalmente son conocidos, es probable que participen en demandas por derechos de autor, lo que podría afectar sus derechos de privacidad. Además, el académico O'Neill Eaton sugiere que a veces la prensa lucha por los derechos de autor de las fotos de paparazzi para obtener la mayor parte de los beneficios de las imágenes exclusivas de celebridades. En 2006, el famoso bloguero de chismes de celebridades de los Estados Unidos, Pérez Hilton, fue demandado por la agencia de paparazzi X17 porque publicó fotos tomadas por X17 en su propio sitio web sin permiso. Pérez ha negado las leyes de derechos de autor violadas, afirmando que su trabajo está bajo un uso justo, ya que utiliza el material para el humor y la sátira. La decisión final de la Corte fue que el uso de las fotos de paparazzi por parte de Pérez violó las leyes de derechos de autor, ya que Pérez obtuvo grandes ganancias al publicar las fotos de paparazzi.